# NGC 7488
NGC 7488 is een elliptisch sterrenstelsel in het sterrenbeeld Vissen. Het hemelobject werd op 11 augustus 1864 ontdekt door de Duitse astronoom Albert Marth.

## Synoniemen
- MCG 0-59-1
- ZWG 380.1
- ARAK 576
- NPM1G +00.0623
- PGC 70539